# دان باركر
دان باركر (بالإنجليزية: Dan Barker)‏ هو موسيقي وكاتب وكاتب أغاني وعازف بيانو أمريكي، ولد في 25 يونيو 1949 في سانتا مونيكا في الولايات المتحدة.

## وصلات خارجية
- دان باركر على موقع ميوزك برينز (الإنجليزية)